# Probador de válvulas

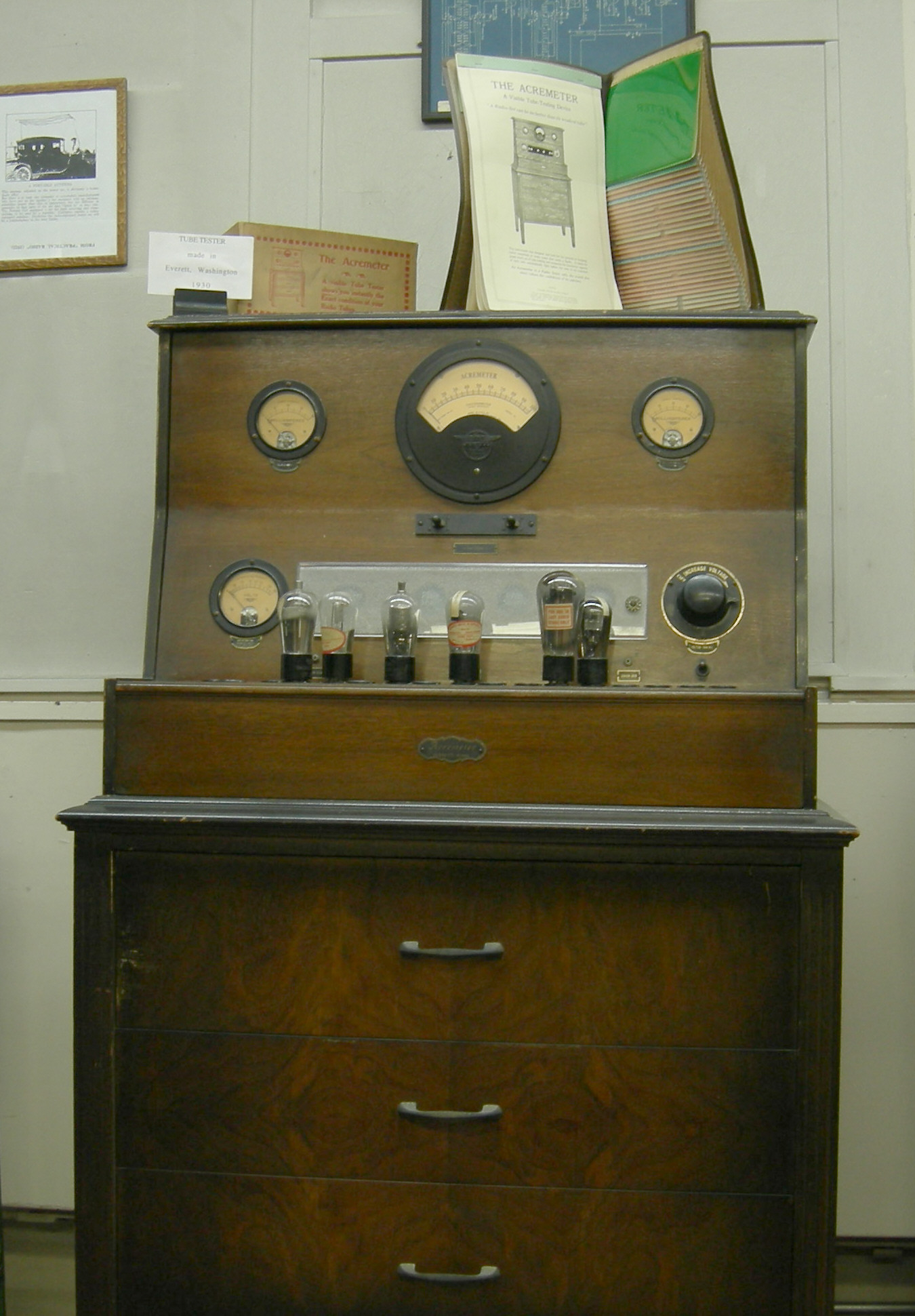
Probador Acremeter a partir de 1930, prod. EE. UU.

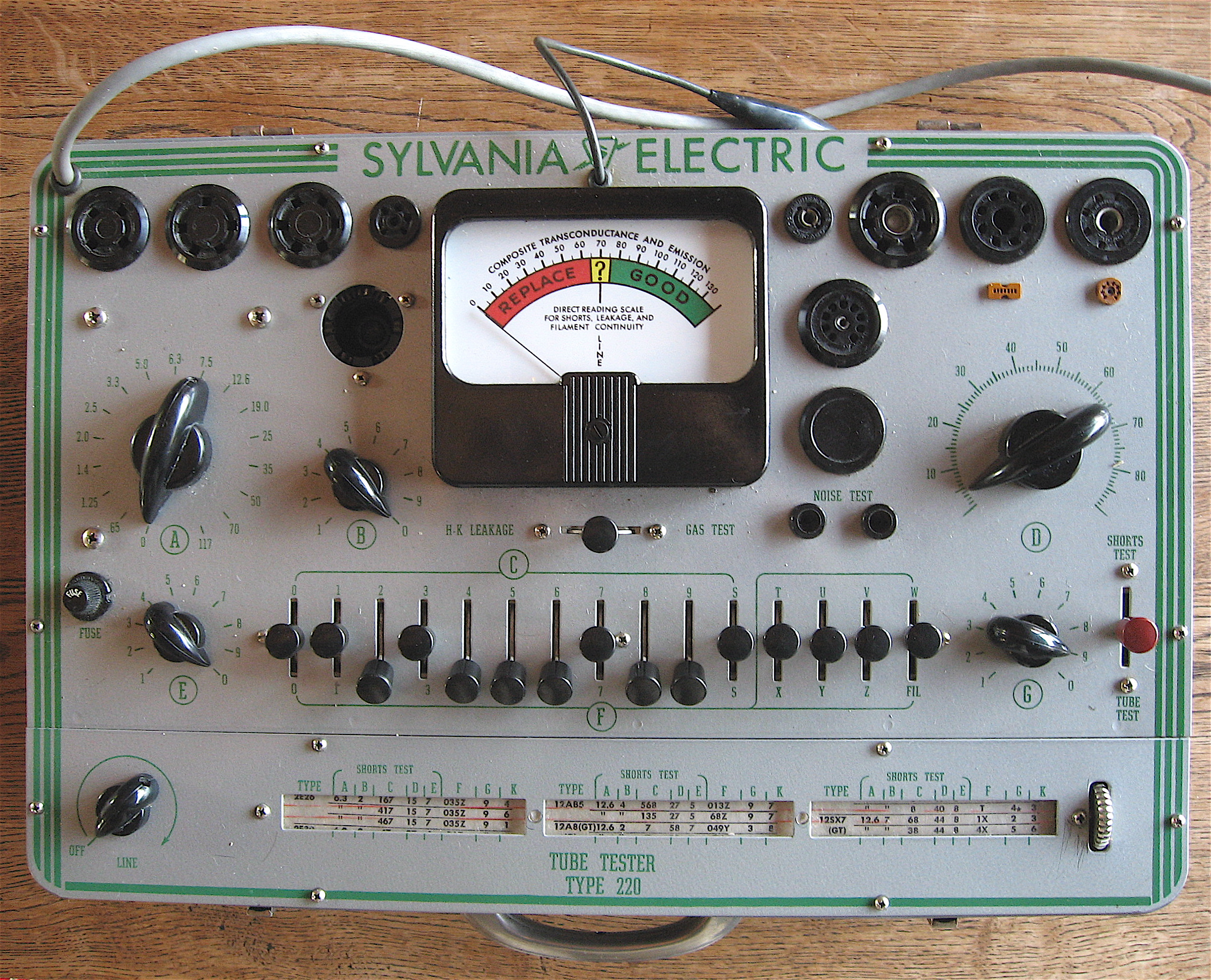
Probador de válvulas tipo 220, Sylvania Electric Company (EE. UU.)

Un  Probador de válvulas  es un dispositivo para la prueba de las válvulas termoiónicas
Las funciones básicas del probador:
- Controlar la eficacia del filamento (que no esté abierto o cortocircuito)
- Examinar que no hay cortocircuito entre los electrodos
- Para examinar que no hay una interrupción en el circuito de los electrodos,
- Pruebas de reja de control (es decir, su impacto en el valor de la corriente de ánodo),
- Medición de la corriente anódica a una tensión anódica constante (prueba de emisión de electrones).

Los probadores más sofisticados permiten la medición de la pendiente de amplificación, la resistencia interna, etc..